# 667 (collectif)
Pour les articles homonymes, voir 667, -667 et 667 (nombre).
Le 667 est un collectif de hip-hop franco-sénégalais, originaire de Lyon et de Dakar. Il est fondé en 2013 et sa composition se situe autour d'une quinzaine de membres.

## Biographie
667 regroupe des rappeurs et producteurs de hip-hop francophones originaires de Dakar et Paris, et résidant à Paris, Dakar, Lyon, et Londres. Il est fondé par Freeze Corleone à Gentilly, où il réunit tous les membres afin de travailler sur de la musique,.  Les membres vivent ensemble à Gentilly durant plusieurs années.
D’après Booska-P, le nom 667 pourrait être une référence au code du Coran, l’addition 6 + 6 + 7 donnant le chiffre 19. Selon Strikt.net, le nom pourrait avoir été choisi car il est situé d'une unité au-dessus de 666, nombre de la Bête, ou aussi être une référence à l'ancien collectif FFG de Freeze Corleone, le F étant la sixième lettre de l'alphabet latin et le G la septième.
À ses débuts, le collectif cultive le mystère en évitant les réseaux sociaux et en multipliant les différents alias. D’après les membres du collectif, la foi religieuse fait partie des facteurs qui les unissent. 667 est proche du collectif Lyonzon, avec lequel ils font deux morceaux, 669 et 669 part. 2.
En 2014, 667 publie sur SoundCloud la mixtape 667 Radio, l’édition spéciale Noël, leur premier projet sorti en tant que collectif.
Entre 2015 et 2016, Ocho Puccino, beatmaker membre du collectif, sort deux compilations réunissant des morceaux du collectif, 33ème degré et 67ème degré.
En 2018, le collectif gagne en exposition avec la sortie de l'album Projet Blue Beam de Freeze Corleone, qui récolte un bon succès critique. Suivent en 2019 Le son d'après de Lala &ce et Nibiru d'Osirus Jack, qui donnent également de la visibilité au 667.
En juillet 2021, le collectif fait des dons de matériel scolaire à des écoles sénégalaises.

## Style et influences
667 compte comme influence le crew floridéen Raider Klan de SpaceGhostPurrp, auquel le 667 fait souvent référence, et y a été plusieurs fois comparé pour la forme de son organisation. Selon Moggopoly, le collectif est influencé par la drill de Chicago, le rap de Memphis et de Houston ; et Gucci Mane est l'artiste le plus souvent cité dans leurs textes. En ce qui concerne leurs influences au sein du rap francophone, Moggopoly cite le collectif Ghetto Fabulous Gang d'Alpha 5.20 ainsi que Roi Heenok, dont le collectif emprunte de nombreuses expressions. Le groupe sort peu de productions communes et les différents membres effectuent des featurings sur les albums des autres,,. 
Selon Le Y-grec, les rappeurs du collectif 667 laissent transparaître dans leurs paroles « une culture phénoménale » ainsi que de « nombreuses références ». Pour Booska-P, les thèmes abordés par le 667 « ne sortent pas réellement de l’ordinaire avec un rapport à la drogue, l’argent et la réussite très présent », mais « c'est la forme qui les différencie réellement du reste de ce que l’on trouve dans le game ». Le site Moggopoly qualifie leurs textes comme « cryptés, mêlant culture complotiste, ésotérisme, pop culture et une connaissance parfois assez pointue de l'histoire, quelques fois dans une version alternative ». Le site remarque également la présence récurrente d'anglicismes au sein du collectif, notamment l'utilisation de « s/o » pour « shout out ». Mouv' décrit leurs textes comme étant engagés politiquement.
Moggopoly définit leur musique comme appartenant au genre trap et pointe également leur utilisation du chopped and screwed.

## Membres
Le groupe se compose d'une quinzaine de membres, rappeurs et beatmakers confondus, issus de Lyon, Dakar, Paris ou Londres,, :
- Freeze Corleone, rappeur et producteur ;
- Norsacce Berlusconi, rappeur ;
- Osirus Jack, rappeur ;
- Zuukou Mayzie, rappeur ;
- Afro S, rappeur ;
- Black Jack, rappeur ;
- Dubble G Kiluavi, rappeur ;
- Doc OVG, rappeur ;
- Kaki Santana, rappeur ;
- Rifa Samb, rappeur ;
- Moh Money, rappeur ;
- Slim C, rappeur ;
- Savage Martin, rappeur ;
- Sogui, rappeur ;
- Sobek le Zini, rappeur[4] ;
- Shaka, rappeur[4] ;
- Odeuxzero, rappeur et producteur ;
- Congo Bill, producteur ;
- Ocho Puccino, producteur et DJ.

Le collectif a également précédemment compté comme membres :
- Jorrdee, rappeur et chanteur ;
- Lala &ce, rappeuse.

## Discographie collective

### Singles
Freestyle - 24 décembre 2023